# وینکلی
وینکلی (به انگلیسی: Winkleigh) یک روستا و محله مدنی در بریتانیا است که در Torridge واقع شده‌است. وینکلی ۱٬۳۰۵ نفر جمعیت دارد.